# الراعي المستأجر
الراعي المستأجر هي لوحة زيتية للفنان الإنجليزي ويليام هنت رسمها في 1851.يمثل راعياً يهمل قطيعه لصالح فتاة ريفية جذابة يظهر لها عثة رأس الموت ولقد نوقش معنى الصورة كثيراً.